# Kate Courtney
Kate Courtney, née le 29 octobre 1995 à San Francisco, est une coureuse cycliste américaine, spécialiste de VTT cross-country. Elle est notamment championne du monde de cette discipline en 2018 et elle remporte le classement général de la Coupe du monde 2019.

## Biographie
En VTT cross-country, elle est championne du monde 2018 et elle remporte le classement général de la Coupe du monde 2019.

Elle apparait à la cérémonie de clôture des Jeux olympiques de Paris 2024 dans une séquence pré-enregistrée où Tom Cruise lui remet le drapeau olympique qu'elle transporte à VTT dans Los Angeles du panneau Hollywood au Memorial Coliseum.

## Palmarès en VTT

### Jeux olympiques
- Tokyo 2020
  - 15e du cross-country

### Championnats du monde
- Lillehammer-Hafjell 2014
  - 13e du cross-country espoirs
- Cairns 2017
  -  Médaillée d'argent du cross-country espoirs
- Lenzerheide 2018
  -  Championne du monde de cross-country
- Mont Saint-Anne 2019
  -  Médaillée d'argent du relais mixte
- Val di Sole 2021
  -  Médaillée d'argent du relais mixte
- Les Gets 2022
  - 8e du cross-country short track
- Pal Arinsal 2024
  - 9e du cross-country

### Coupe du monde
- Coupe du monde de cross-country juniors
  - 2012 : vainqueur d'une manche
  - 2013 : vainqueur d'une manche

- Coupe du monde de cross-country espoirs (1)
  - 2014 : 8e du classement général
  - 2015 : 4e du classement général
  - 2016 : 2e du classement général, vainqueur d'une manche
  - 2017 : 1re du classement général, vainqueur de quatre manches

- Coupe du monde de cross-country (1)
  - 2018 : 8e du classement général
  - 2019 : 1re du classement général, vainqueur de trois manches et de deux manches short track
  - 2021 : 17e du classement général
  - 2022 : 13e du classement général
  - 2023 : 16e du classement général
  - 2024 : 13e du classement général

- Coupe du monde de cross-country short track
  - 2022 : 10e du classement général
  - 2023 : 15e du classement général
  - 2024 : 15e du classement général

### Championnats panaméricains
- San Miguel de Tucumán 2013
  -  Championne panaméricaine de cross-country juniors
- Cota 2015
  -  Championne panaméricaine de cross-country espoirs
- Aguascalientes 2019
  -  Championne panaméricaine de cross-country
- Congonhas 2023
  -  Championne panaméricaine du cross-country
  -  Championne panaméricaine du cross-country short track
- Midway 2024
  -  Championne panaméricaine du relais mixte
  -  Médaillée d'argent du cross-country
  -  Médaillée d'argent du cross-country short track

### Championnats des États-Unis
- 2014
  -  Championne des États-Unis de cross-country espoirs
- 2017
  -  Championne des États-Unis de cross-country
- 2018
  -  Championne des États-Unis de cross-country
- 2022
  -  Champion des États-Unis de cross-country short track